# Tetebius latibunus
Tetebius latibunus – gatunek kosarza z podrzędu Laniatores i rodziny Samoidae. Jedyny znany przedstawiciel monotypowego rodzaju Tetebius.

## Występowanie
Gatunek wykazany z prowincji Tete w Mozambiku.